# 니안다루아현

니안다루아현

니안다루아현(Nyandarua County)은 케냐를 구성하는 47개 현 가운데 하나로 현도는 올칼로우이며 면적은 3,107.7km2, 인구는 596,268명(2009년 기준)이다. 2013년에 실시된 행정 구역 개편에 따라 중부주에서 분리되어 신설되었다. 북쪽으로는 라이키피아현, 동쪽으로는 니에리현과 무랑가현, 남쪽으로는 키암부현, 서쪽으로는 나쿠루현과 접한다.

## 인구
| 연도    | 인구    | ±%     |
| ------- | ------- | ------ |
| 1979    | 233,302 | —      |
| 1989    | 345,420 | +48.1% |
| 1999    | 479,902 | +38.9% |
| 2009    | 596,268 | +24.2% |
| 2019    | 638,289 | +7.0%  |
| source: |         |        |